# San Sebastián (Porto Rico)
Pour les articles homonymes, voir Saint-Sébastien et San Sebastián.
La municipalité de San Sebastián, sur l'île de Porto Rico (code international : PR.SS) couvre une superficie de 184 km² et regroupe 44 204 habitants (au 31 décembre 2006).

## Histoire
La ville a été officiellement fondée en 1752, sous la direction du capitaine Cristóbal González de la Cruz, qui voulait convertir quelques fermes d'élevage de bovins en un village agricole. Sur le plan religieux, Mariano Martin, évêque de l'île a fondé le village en décembre 1762. Ce sont deux fermes initiales qui ont donné à la ville le nom de leur localisation: Las Vegas del Pepino (champs de concombres). En 1865, il est officiellement enregistré comme San Sebastián de Las Vegas del Pepino.
Au début du XIXe siècle, des familles riches arrivèrent à Pepino, fuyant les révolutions du Venezuela et la République dominicaine. Plus tard, vers 1850, plusieurs familles débarquèrent de la Catalogne et du Pays basque espagnol et des îles Canaries. Ils reprirent le pouvoir politique local et développèrent l'industrie du café. Ce sont les Basques de la municipalité, en souvenir de leur région d'origine et de son saint patron, saint Sébastien, qui ont obtenu le changement officiel du nom. Néanmoins, les citoyens de San Sebastián sont toujours appelés les pepinianos.

## Personnalités liées à la communauté
- Oscar López Rivera (1943-), personnalité politique portoricaine et militant indépendantiste.